# Some day my prince will come (hoorspel)
Some day my prince will come is een hoorspel van André Kuyten. De NCRV zond het uit op maandag 5 juni 1967. De regisseur was Johan Wolder. De uitzending duurde 48 minuten.

## Rolbezetting
- Els Buitendijk (Inge)
- Carol van Herwijnen (Hans, haar broer)
- Maria Lindes (Ellie, haar zusje)
- Tine Medema (haar moeder)
- Huib Orizand (haar vader)
- Jeroen Krabbé (Louis, een acteur)
- Aart Staartjes (Paul, haar vriend)

## Inhoud
Paul Rodenburg krijgt op een goede middag een telefoontje van Inge. Hij is er erg blij mee. Meestal belt Inge hem zo om de tien dagen, maar nu is het alweer een week of drie geleden dat hij voor ’t laatst van haar hoorde. Paul is erg op Inge gesteld. Ze maakt een afspraak met hem voor een bezoek. Een andere, wat oudere vriend van Inge is de acteur Louis Lampe, een acteur van de Nederlandse Comedie over wie de pers schrijft: “Louis Lampe ontwikkelt zich meer en meer tot een acteur die typisch speelt vanuit een soort directe gewaarwording van de situatie. Zijn spontaniteit is hartverwarmend. Misschien dat hij te zijner tijd de man is om bijvoorbeeld Coriolanus gestalte te geven, of Rufio in Bernard Shaws Caesar en Cleopatra.” Met Louis Lampe gaat Inge een avondje naar Loosdrecht. Dan is er Inges broer Hans, die in Uruguay zit. Hij is ook een beetje een show-jongen. Hij twijfelt een beetje, net als Inge… In een droom heeft Inge een ontmoeting met Hans, een droom die eindigt in de realiteit: een telefoongesprek met Paul Rodenburg…